# منتخب ليبيريا لكرة السلة
منتخب ليبيريا لكرة السلة هو ممثل ليبيريا الرسمي في المنافسات الدولية في كرة السلة. ينتمي إلى منطقة الاتحاد الأفريقي لكرة السلة. انضم إلى الاتحاد الدولي لكرة السلة في عام 1964.

## البطولات التي شارك فيها
- بطولة أفريقيا لكرة السلة